# Cerococcus badius
Cerococcus badius är en insektsart som beskrevs av Leonardi 1911. Cerococcus badius ingår i släktet Cerococcus och familjen Cerococcidae. Inga underarter finns listade i Catalogue of Life.